# SN 2011W
SN 2011W – supernowa typu II odkryta 16 stycznia 2011 roku w galaktyce UGC 323. W momencie odkrycia miała maksymalną jasność 18,60m.